# Carmen Pujals
Carmen Pujals (Buenos Aires, 13 de gener de 1916 – Adrogué, Argentina, 20 d’octubre 2003) va ser una botànica argentina d'origen català especialitzada en algues, membre del grup anomenat las cuatro de Melchior, les quatre primeres investigadores que van fer treball de camp a la base argentina de Melchior a l'Antàrtida, l'any 1968.

## Biografia
Carmen Pujals va néixer a Buenos Aires en una família catalana, i va passar gran part de la seva infància i la seva adolescència a Barcelona, on havia tornat la seva família quan ella tenia cinc anys. A Catalunya, la família passava les vacances en una casa davant del mar i Pujals s'hi va començar a interessar per les algues que veia, de formes i colors diversos. L’any 1935 va començar a estudiar ciències naturals a la Universitat Autònoma de Barcelona, però de seguida va haver d’interrompre els estudis perquè el seu pare va decidir tornar a l’Argentina a causa de la situació política espanyola. Allà, Carmen Pujals va matricular-se a la Facultat de Ciències Exactes, Físiques i Naturals de la Universitat de Buenos Aires, on el 1945 es va llicenciar en Ciències naturals (orientació botànica).
A la mateixa facultat on havia estudiat va treballar com a ajudant de càtedra, cap de pràctiques de les càtedres de Criptogàmia i de Plantes cel·lulars. Va compaginar el seu treball a la Universitat de Buenos Aires amb tasques de recerca en altre centres: l'Institut de Microbiologia Agrícola i l'Institut de Botànica (ambdós depenien del Ministeri d'Agricultura) i, des de l'any 1947, en el Museu Argentí de Ciències Naturals «Bernardino Ribadavia», del qual va ser nomenada Oficial mayor i s'hi va dedicar a fer recerca en el Laboratori de Ficologia Marina.
Quan, l'any 1958 va ser nomenada cap de treballs pràctics de la Facultat de Farmàcia i Bioquímica de la Universitat de Buenos Aires, amb dedicació a temps complet, va dimitir del seu càrrec en el Museu, però va demanar poder seguir fent-hi recerca sense rebre cap sou. Aleshores van nomenar-la «investigadora ad honorem» del Departament de Ciències Botàniques del Museu, i va seguir fent-hi recerca fins al setembre de 1990. Després encara hi va anar sovint fins a l'any 1999, sempre disposada a compartir el seu coneixement i orientar col·legues més joves en l'observació al microscopi o en la recerca bibliogràfica.

## Recerca
Carmen Pujals va especialitzar-se en l'estudi de les algues marines, especialment les rodofícies argentines, de les quals va descriure dos nous gèneres: Medeoithammion i Camontagne. Gairebé un 80 per cent dels exemplars d'algues (uns 9.000 exemplars) que es conserven a l'Herbari Nacional de Plantes Cel·lulars del Museu Argentí de Ciències Naturals «Bernardino Ribadavia» hi van ser depositats per Pujals entre 1947 i 1999.
L'any 1968, Pujals i altres tres investigadores, com ella, del Museu Argentí de Ciències Naturals «Bernardino Ribadavia» (Elena Dolores Martínez Fonte, María Adela Caría i Irene María Bernasconi) van ser les primeres dones argentines que van participar en una campanya a l'Antàrtida, que va incloure també treball de camp a les illes Òrcades del Sud i les illes Shetland del Sud. Hi van anar amb el vaixell de transport de l'Armada argentina A.R.A. Bahía Aguirre i Pujals va reunir una col·lecció molt valuosa d'algues marines que estan dipositades a l'Herbari del Museu. Tot i que aquelles quatre dones van ser les pioneres, fins a la dècada de 1990 van ser molt poques les científiques argentines que participaven en les campanyes antàrtiques. El gran canvi va produir-se el 2008 en què van passar de ser el 10 al 40 per cent del personal investigador de la base argentina, i el 2021 ja n'eren gairebé el 50 per cent.
L'any 1971 Pujals, amb autorització de l'Ambaixada britànica a l'Argentina, va viatjar a les illes Malvines, on en va recórrer les costes per recol·lectar-hi algues marines.

## Reconeixements
L'any 2018, en commemorar-se el 50è aniversari de la campanya a l'Antàrtida en què per primera vegada van participar-hi dones científiques, el Servei d'Hidrografia Naval de l'Argentina va aprovar quatre nous topònims antàrtics, un dels quals és ensenada Pujals, a la península Jason, on es duen a terme estudis sobre la colònia del pingüí emperador. Correus d'Argentina també va emetre un segell commemoratiu en què es veu el contorn de l'Antàrtida i la fotografia de les quatre investigadores. El seu nom és recordat en l'alga rodofícia Porphyra pujalsiae (Coll i E.C. Oliveira, 1976).